# Courtomer (Sekwana i Marna)
Courtomer – miejscowość i gmina we Francji, w regionie Île-de-France, w departamencie Sekwana i Marna.
Według danych na rok 1990 gminę zamieszkiwało 491 osób, a gęstość zaludnienia wynosiła 106 osób/km² (wśród 1287 gmin regionu Île-de-France Courtomer plasuje się na 815. miejscu pod względem liczby ludności, natomiast pod względem powierzchni na miejscu 705.).